# Коледова, Марина Викторовна
Мари́на Ви́кторовна Коле́дова (род. 27 декабря 1952, Москва) ― советская и российская артистка, певица оперетты. Народная артистка Российской Федерации (2003), артистка Московского государственного академического театра оперетты.

## Биография
Родилась 27 декабря 1952 года в Москве.
После завершения учёбы в средней школе поступила в Музыкальное училище имени Гнесиных, которое окончила в 1974 году. В том же году начала служение в Московском государственный академический театре оперетты.
Играла во многих опереттах, в основном, главные роли. Артистка рано начала играть характерные роли, но она ничуть об этом не жалеет, так как, по её выражению, «лучше уйти на десять лет раньше, чем на пять минут позже».
Сыграла в опереттах такие роли, как: Цецилия в «Сильве» Имре Кальмана, Каролина в «Мистере Икс» И. Кальмана, Миссис Хиггинс в «Моей прекрасной леди» Фредерика Лоу, Арно в «Фиалке Монмартра» Кальмана, Божена в «Графине Марице», Юнона в «Орфее в аду». Прекрасно исполняла роль Цецилии в «Королеве Чардаша» и Каролину в «Принцессе цирка».
В оперетте «Катрин» она сыграла Королеву Неаполитанскую, образ которой у неё обладает неповторимым шармом. В оперетте «Джейн» Марина Коледова играет Мериот Темплтон, которая в её исполнении предстает более женственной, более мягкой в общении, но, в то же время, она светская дама, которая может постоять за себя.

Марина Коледова принадлежит к числу тех актрис, которые приковывают к себе внимание зрителей с первой секунды своего появления на сцене, какую бы по величине роль они не играли. Одним своим жестом, каждым взглядом, каждым словом Марина Викторовна может передать характер своей героини.
Артистка не просто поёт арии или дуэты, она чуствует каждый нюанс произведения, обыгрывает каждое слово, причём делает всё так плавно, так естественно, как никто другой. Достаточно вспомнить её исполнение песни «Гей, друг любезный» в «Королеве Чардаша»

## Театральные роли
- Любовь Яровая («Товарищ Любовь» В. Ильина) 1977
- Лидочка («Свадьба Кречинского» А. Колкера)
- Роксана («Неистовый гасконец» К. Караева) 1978
- Нинон («Фиалка Монмартра» И. Кальмана)
- Ганна Главари («Веселая вдова» Ф. Легара) 1979
- Наташа («Пусть гитара играет» О. Фельцмана) 1976
- Мисс Полянски («Обещания, обещания» Б. Бакарака) 1979
- Ирида («Пенелопа» А. Журбина) 1980
- Нина («Севастопольский вальс» К. Листова)
- Цецилия («Королева чардаша» И. Кальмана) 1982
- Маша («Касатка» В. Чернышова) 1986
- Эпифания («Миллионерша» Е. Глебова) 1986
- Голда («Скрипач на крыше» Дж. Бока) 1987
- Каролина («Катрин» А. Кремера) 1985
- Аграфена Саввишна («Женихи» И. Дунаевского) 1993
- Мирандолина («Мирандолина» В. Сидорова) 1997
- Фекла («Холопка» Н. Стрельникова) 1998
- Мэрион Тауэр («Джейн» А. Кремера) 1999
- Цецилия («Сильва» И. Кальмана)
- Каролина («Мистер Икс» И. Кальмана)
- Миссис Хиггинс («Моя прекрасная леди» Ф. Лоу)
- Мадам Арно («Фиалка Монмартра» И. Кальмана)
- Маркиза («Парижская жизнь» Ж. Оффенбаха)
- Флора («Хелло, Долли!» Дж. Германа)
- Божена («Графиня Марица» И. Кальмана)
- Юнона («Орфей в аду» Ж. Оффенбаха)

## Награды и звания
- Медаль ордена «За заслуги перед Отечеством» II степени (14 августа 2014 года) — за большие заслуги в развитии отечественной культуры и искусства, телерадиовещания, печати, связи и многолетнюю плодотворную деятельность[2].
- Народная артистка Российской Федерации (10 января 2003 года) — за большие заслуги в развитии музыкально-театрального искусства[3].
- Заслуженная артистка Российской Федерации (20 августа 1993 года) — за заслуги в области музыкального искусства[4].